# Anneaux de Willisau

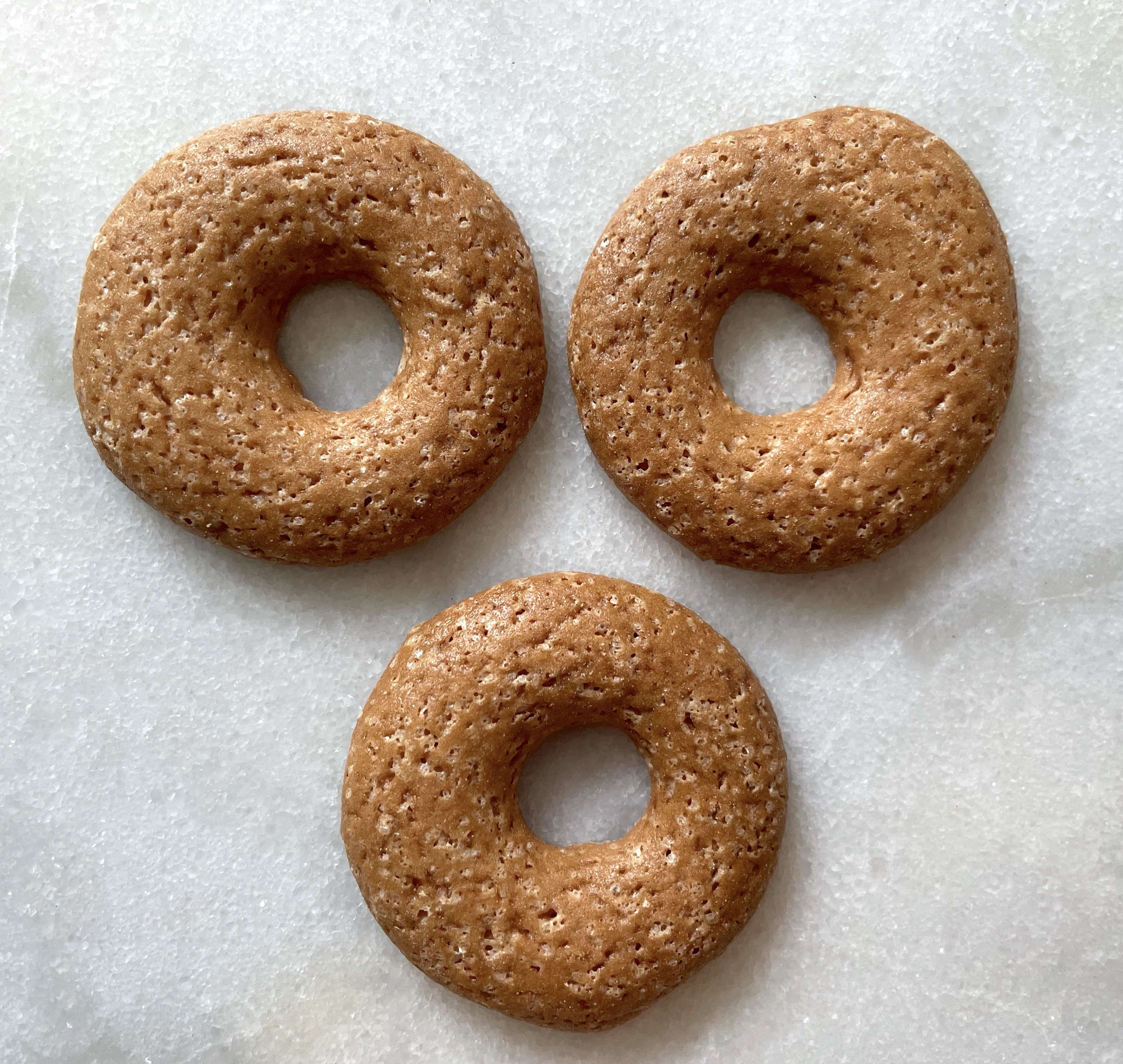
Trois Willisauer Ringli

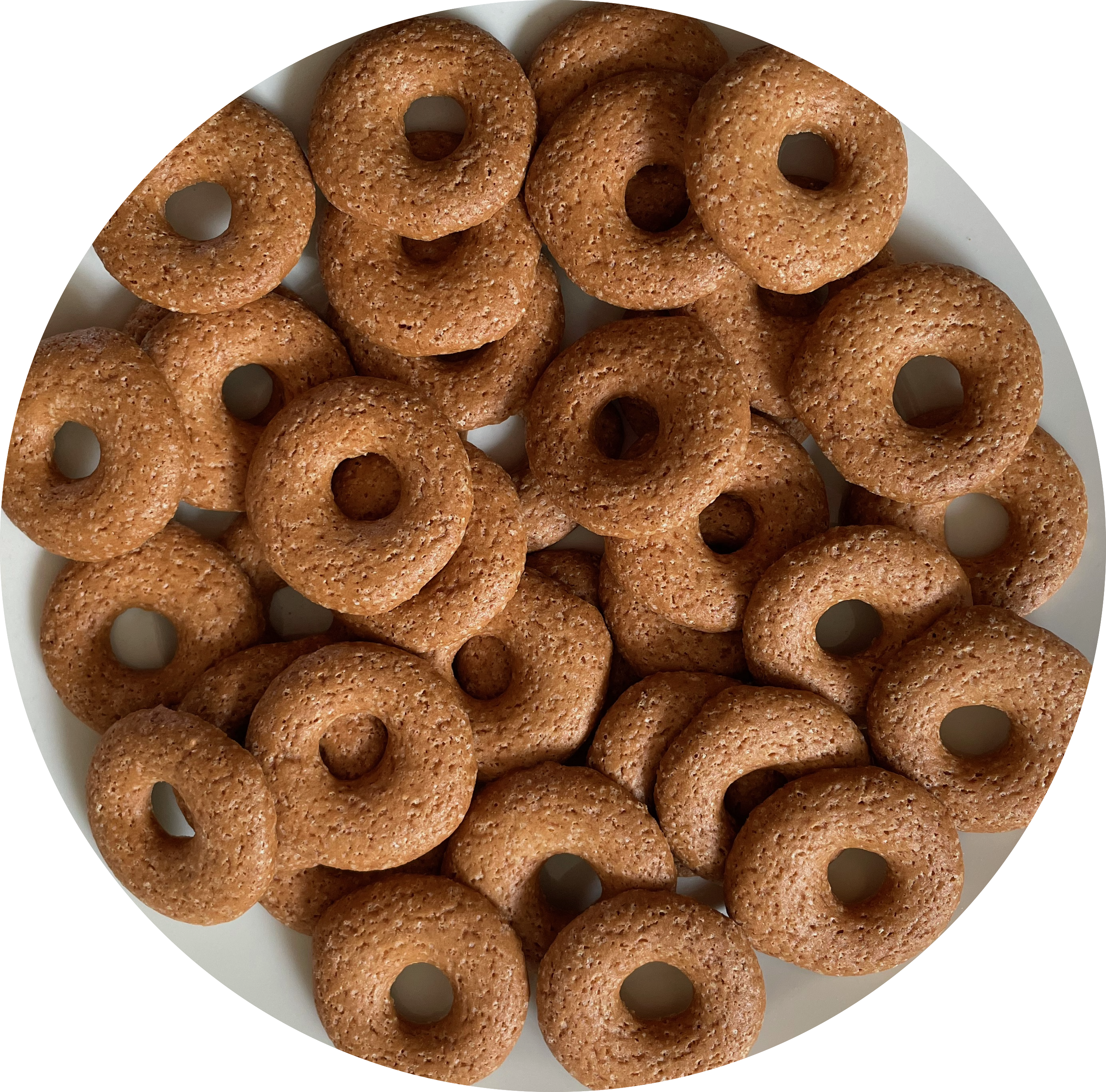
De nombreux Willisauer Ringli

Le Willisauer Ringli est une pâtisserie très dure en forme d'anneau originaire de Willisau dans le canton de Lucerne. Sa forme et sa dureté sont ses caractéristiques. Il a un diamètre d'environ 5 centimètres et un trou au milieu.

## Description
Le Willisauer Ringli a été inscrit à l'inventaire du patrimoine culinaire suisse. Selon décision judiciaire des années 1940 ne peut être produit qu'à Willisau.
Le « Ringli » a été produit commercialement pour la première fois en 1850 ; Depuis lors, les ingrédients sont constitués de sucre, d’eau, de farine, de miel et de sel. Une huile essentielle d'écorce de citron et d'orange lui donne son goût citronné typique. Le mélange exact est secret. On dit qu'ils ont meilleur goût si vous ne les mordez pas, mais les laissez fondre lentement dans votre bouche.
La coutume de déguster un Ringli Willisauer est la suivante : le Ringli est placé dans la paume de la main gauche puis frappé dans le trou de l'anneau avec le coude droit. On dit que celui qui parvient à diviser le Ringli en quatre parties égales est un vrai Suisse,.